# 晋厉侯
晉厲侯（？—前859年），姬姓，出土铭文记载其名为僰馬，《史记·晉世家》作福，是西周諸侯國晉國的第五任統治者。晉厲侯繼承其父晉成侯之位，厲侯去世後，其子晉靖侯宜臼繼位。1992年在中國山西省曲沃县曲村镇北赵村西南发掘了一处西周墓地，其中有晉厲侯墓。曲村即是晋国早期都邑，亦即始祖唐叔虞始封的唐地。

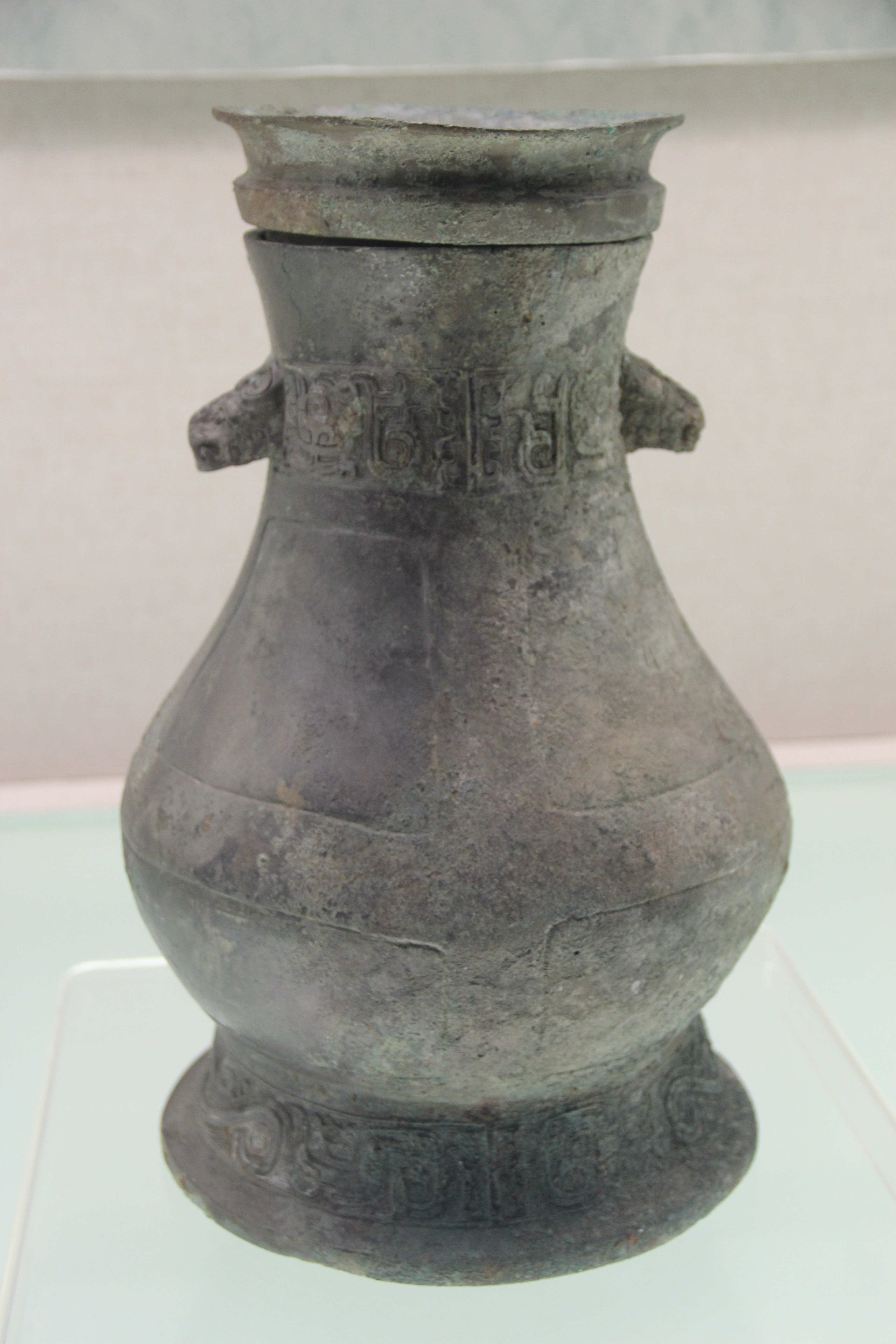
晋侯僰馬壶